# Resolução 223 do Conselho de Segurança das Nações Unidas
A Resolução 223 do Conselho de Segurança das Nações Unidas aprovada em 21 de junho de 1966, depois de examinar a aplicação da Guiana para integrar as Nações Unidas, o Conselho recomendou à Assembleia Geral que Guiana fosse admitida.
Um representante da Venezuela também esteve presente na reunião, mas não pôde votar.